# Campeonato Europeo de Piragüismo en Aguas Tranquilas de 2015
El XVII Campeonato Europeo de Piragüismo en Aguas Tranquilas se celebró en Račice (República Checa) entre el 1 y el 3 de mayo de 2015 bajo la organización de la Asociación Europea de Piragüismo (ECA) y la Federación Checa de Piragüismo.
Las competiciones se realizaron en el canal de piragüismo ubicado en la localidad checa.

## Medallistas

### Masculino
| Evento            | Oro                                                                                              | Plata                                                                           | Bronce                                                                                  |
| ----------------- | ------------------------------------------------------------------------------------------------ | ------------------------------------------------------------------------------- | --------------------------------------------------------------------------------------- |
| K1 200 m (03.05)  | Marko Dragosavljević Serbia 34,708 s                                                             | Petter Menning · Suecia · 34,836 s                                              | Ignas Navakauskas · Lituania · 34,912 s                                                 |
| K2 200 m (03.05)  | Ronald Rauhe · Tom Liebscher · Alemania · 32,224                                                 | Nebojša Grujić Marko Novaković Serbia 32,292                                    | Aurimas Lankas · Edvinas Ramanauskas · Lituania · 32,660                                |
| K1 500 m (03.05)  | René Holten Poulsen Dinamarca 1:41,504                                                           | Tom Liebscher · Alemania · 1:41,952                                             | Dejan Pajić Serbia 1:42,168                                                             |
| K2 500 m (03.05)  | Max Rendschmidt · Marcus Groß · Alemania · 1:31,204                                              | Erik Vlček · Juraj Tarr · Eslovaquia · 1:31,668                                 | Vitali Bialko · Raman Piatrushenka · Bielorrusia · 1:32,612                             |
| K1 1000 m (02.05) | Max Hoff · Alemania · 3:33,416                                                                   | René Holten Poulsen Dinamarca 3:35,080                                          | Fernando Pimenta Portugal 3:35,616                                                      |
| K2 1000 m (02.05) | Max Rendschmidt · Marcus Groß · Alemania · 3:19,056                                              | Vitali Bialko · Raman Piatrushenka · Bielorrusia · 3:19,884                     | Daniel Havel · Jan Štěrba · República Checa · 3:19,976                                  |
| K4 1000 m (03.05) | Daniel Havel · Lukáš Trefil · Josef Dostál · Jan Štěrba · República Checa · 2:57,280             | Fernando Pimenta João Ribeiro Emanuel Silva David Fernandes Portugal 2:58,152   | Javier Hernanz · Rodrigo Germade · Óscar Carrera · Íñigo Peña · España · 2:58,572       |
| K1 5000 m (03.05) | René Holten Poulsen Dinamarca 20:01,650                                                          | Max Hoff · Alemania · 20:03,290                                                 | Aleh Yurenia · Bielorrusia · 20:21,560                                                  |
| C1 200 m (03.05)  | Andrei Kraitor · Rusia · 40,296                                                                  | Artsiom Kozyr · Bielorrusia · 40,416                                            | Alfonso Benavides · España · 40,636                                                     |
| C2 200 m (03.05)  | Alexei Korovashkov · Ivan Shtyl · Rusia · 36,828                                                 | Dzmitri Rabchanka · Aliaxandr Vauchetski · Bielorrusia · 37,980                 | Daniele Santini · Luca Incollingo · Italia · 38,276                                     |
| C1 500 m (03.05)  | Martin Fuksa · República Checa · 1:49,716                                                        | Mijail Pavlov · Rusia · 1:50,580                                                | Pavlo Altujov · Ucrania · 1:51,248                                                      |
| C2 500 m (03.05)  | Alexei Korovashkov · Ivan Shtyl · Rusia · 1:43,848                                               | Dmytro Yanchuk · Taras Mishchuk · Ucrania · 1:45,282                            | Hleb Saladuja · Dzianis Majlai · Bielorrusia · 1:46,212                                 |
| C1 1000 m (02.05) | Sebastian Brendel · Alemania · 3:55,296                                                          | Tomasz Kaczor · Polonia · 3:56,376                                              | Pavlo Altujov · Ucrania · 3:56,460                                                      |
| C2 1000 m (02.05) | Dmytro Yanchuk · Taras Mishchuk · Ucrania · 3:36,572                                             | Alexei Korovashkov · Ilia Pervujin · Rusia · 3:38,552                           | Yul Oeltze · Ronald Verch · Alemania · 3:38,632                                         |
| C4 1000 m (02.05) | Kiril Shamshurin · Rasul Ishmujamedov · Viktor Melantiev · Vladislav Chebotar · Rusia · 3:23,460 | Leonid Carp · Petre Condrat · Iosif Chirilă · Ștefan Strat · Rumania · 3:24,792 | Denys Kovalenko · Elnur Ajadov · Dmytro Yanchuk · Eduard Shemetylo · Ucrania · 3:25,412 |
| C1 5000 m (03.05) | Sebastian Brendel · Alemania · 22:58,100                                                         | Pavel Petrov · Rusia · 23:14,830                                                | Maxim Piatrou · Bielorrusia · 23:19,320                                                 |

### Femenino
| Evento            | Oro                                                                                                   | Plata                                                                                      | Bronce                                                                                         |
| ----------------- | --- | ------------------------------------------------------------------------------------------ | ---------------------------------------------------------------------------------------------- |
| K1 200 m (03.05)  | Sarah Guyot Francia 40,980 s                                                                          | Natalia Podolskaya · Rusia · 41,340 s                                                      | Nikolina Moldovan Serbia 41,516 s                                                              |
| K2 200 m (03.05)  | Marharyta Majneva · Maryna Litvinchuk · Bielorrusia · 38,480                                          | Karolina Naja · Beata Mikołajczyk · Polonia · 39,192                                       | Nikolina Moldovan Olivera Moldovan Serbia 39,420                                               |
| K1 500 m (03.05)  | Ewelina Wojnarowska · Polonia · 1:54,552                                                              | Franziska Weber · Alemania · 1:54,968                                                      | Sarah Guyot Francia 1:55,392                                                                   |
| K2 500 m (03.05)  | Karolina Naja · Beata Mikołajczyk · Polonia · 1:45,524                                                | Roxana Borha · Elena Meroniac · Rumania · 1:45,964                                         | Milica Starović Dalma Ružičić-Benedek Serbia 1:46,172                                          |
| K4 500 m (02.05)  | Marharyta Majneva · Aliaxandra Hryshyna · Volha Judzenka · Maryna Litvinchuk · Bielorrusia · 1:35,584 | Mariya Kichasova · Mariya Povj · Anastasiya Todorova · Inna Hryshchun · Ucrania · 1:37,180 | Yelena Aniushina · Kira Stepanova · Vera Sobetova · Svetlana Chernigovskaya · Rusia · 1:37,804 |
| K1 1000 m (02.05) | Franziska Weber · Alemania · 4:02,777                                                                 | Florentina Caminescu · Rumania · 4:03,601                                                  | Irene Burgo · Italia · 4:05,645                                                                |
| K2 1000 m (02.05) | Roxana Borha · Elena Meroniac · Rumania · 3:42,220                                                    | Karolina Naja · Beata Mikołajczyk · Polonia · 3:42,740                                     | Milica Starović Dalma Ružičić-Benedek Serbia 3:43,340                                          |
| K1 5000 m (03.05) | Maryna Litvinchuk · Bielorrusia · 22:19,250                                                           | Irene Burgo · Italia · 22:19,680                                                           | Jennifer Egan Irlanda 22:19,900                                                                |
| C1 200 m (03.05)  | Staniliya Stamenova Bulgaria 49,796                                                                   | Zsanett Lakatos · Hungría · 51,080                                                         | Irina Andreyeva · Rusia · 51,200                                                               |
| C2 500 m (02.05)  | Daryna Kastsiuchenka · Kamila Bobr · Bielorrusia · 2:01,528                                           | Zsanett Lakatos · Kincső Takács · Hungría · 2:03,412                                       | Irina Andreyeva · Olesia Nikiforova · Rusia · 2:07,252                                         |

## Medallero
| Núm. | País            | Oro | Plata | Bronce | Total |
| ---- | --------------- | --- | ----- | ------ | ----- |
| 1    | Alemania        | 7   | 3     | 1      | 11    |
| 2    | Rusia           | 4   | 4     | 3      | 11    |
| 3    | Bielorrusia     | 4   | 3     | 4      | 11    |
| 4    | Polonia         | 2   | 3     | 0      | 5     |
| 5    | Dinamarca       | 2   | 1     | 0      | 3     |
| 6    | República Checa | 2   | 0     | 1      | 3     |
| 7    | Rumania         | 1   | 3     | 0      | 4     |
| 8    | Ucrania         | 1   | 2     | 3      | 6     |
| 9    | Serbia          | 1   | 1     | 5      | 7     |
| 10   | Francia         | 1   | 0     | 1      | 2     |
| 11   | Bulgaria        | 1   | 0     | 0      | 1     |
| 12   | Hungría         | 0   | 2     | 0      | 2     |
| 13   | Italia          | 0   | 1     | 2      | 3     |
| 14   | Portugal        | 0   | 1     | 1      | 2     |
| 15   | Eslovaquia      | 0   | 1     | 0      | 1     |
| 15   | Suecia          | 0   | 1     | 0      | 1     |
| 17   | España          | 0   | 0     | 2      | 2     |
| 19   | Lituania        | 0   | 0     | 2      | 2     |
| 19   | Irlanda         | 0   | 0     | 1      | 1     |
|      | TOTAL           | 26  | 26    | 26     | 78    |